# Румин
Румин (хорв. Rumin) — населений пункт у Хорватії, в Сплітсько-Далматинській жупанії у складі громади Хрваце.

## Населення
Населення за даними перепису 2011 року становило 190 осіб.
Динаміка чисельності населення поселення:

## Клімат
Середня річна температура становить 12,88 °C, середня максимальна – 28,32 °C, а середня мінімальна – -2,36 °C. Середня річна кількість опадів – 920 мм.
| Клімат поселення                              | Клімат поселення | Клімат поселення | Клімат поселення | Клімат поселення | Клімат поселення | Клімат поселення | Клімат поселення | Клімат поселення | Клімат поселення | Клімат поселення | Клімат поселення | Клімат поселення | Клімат поселення |
| Показник                                      | Січ.             | Лют.             | Бер.             | Квіт.            | Трав.            | Черв.            | Лип.             | Серп.            | Вер.             | Жовт.            | Лист.            | Груд.            |                  |
| Середній максимум, °C                         | 9,47             | 10,50            | 13,79            | 17,56            | 22,16            | 25,96            | 28,32            | 28,16            | 23,42            | 18,44            | 13,06            | 10,06            |                  |
| Середня температура, °C                       | 3,56             | 4,60             | 7,88             | 11,66            | 16,24            | 20,06            | 23,18            | 23,01            | 18,28            | 13,30            | 7,92             | 4,92             |                  |
| Середній мінімум, °C                          | −2,36            | −1,32            | 1,95             | 5,74             | 10,32            | 14,14            | 18,04            | 17,88            | 13,14            | 8,16             | 2,78             | −0,21            |                  |
| Норма опадів, мм                              | 75               | 66               | 72               | 78               | 67               | 65               | 47               | 57               | 82               | 99               | 115              | 97               |                  |
| Середньомісячна швидкість вітру, м/с          | 1.82             | 2.12             | 2.35             | 2.27             | 2.04             | 1.80             | 1.82             | 1.68             | 1.77             | 1.76             | 2.08             | 2.05             |                  |
| Середньомісячна сонячна радіація, кДж/м²·день | 5338             | 8110             | 11728            | 16177            | 19922            | 22658            | 24251            | 21367            | 15806            | 10254            | 5832             | 4525             |                  |
| --------------------------------------------- | ---------------- | ---------------- | ---------------- | ---------------- | ---------------- | ---------------- | ---------------- | ---------------- | ---------------- | ---------------- | ---------------- | ---------------- | ---------------- |
| Джерело:                                      |                  |                  |                  |                  |                  |                  |                  |                  |                  |                  |                  |                  |                  |